# محمد علي عقيد
 محمد علي عقيد (5 جويلية 1949 - 11 أفريل 1979)، لاعب دولي تونسي راحل. لعب عقيد في كل من النادي الرياضي الصفاقسي ونادي النصر السعودي. شارك مع المنتخب التونسي في كأس العالم 1978 بالأرجنتين. سمي باسمه الشارع الرئيسي بالحي الأولمبي في العاصمة، وقاعة للرّياضة بصفاقس.

## وفاته
ذكرت العديد من الصحف التونسية والعربية أن الطب الشرعي أثبت أن اللاعب عقيد مات مقتولاً بالرصاص في العاصمة السعودية الرياض 1979 . لكن حسب الرّواية الرّسمية من السلطات السعودية، فقد توفي محمد عقيد في أثناء قيام الفريق في إجراء تمرين اعتيادي على ملعب النادي. وحسب ما صرّحت به السلطات رسميا وفاته كانت نتيجة صاعقة قوية في يوم ممطر.
و قد اثبت اخيرا ان محمد علي عقيد توفي مقتولا. فلما جاؤوا ب جثته في صندوق مغلق مع جنود وامروا بمنع بات لفتح الصندوق ولم يعطوا أي سبب. واثر ثورة 2011، تمكنت عائلته من استصدار أمر قضائي باعادة فتح قبره وتشريح الجثة. أثبت تقرير الطبيب الشرعي أن عقيد قتل رميا بالرصاص؛ حيث عاين اصابات بالرصاص بالرأس والخصر. كما وعاين اثار كسور متفرقة.

## روابط خارجية
- محمد علي عقيد على موقع الاتحاد الدولي (مؤرشف)  (الإنجليزية)
- محمد علي عقيد على موقع قاعدة بيانات كرة القدم.إي يو (الإنجليزية)
- محمد علي عقيد على موقع ناشيونال فوتبول تيمز (الإنجليزية)
- محمد علي عقيد على موقع عالم كرة القدم.نت (الإنجليزية)